# Andrzej Pszenicki

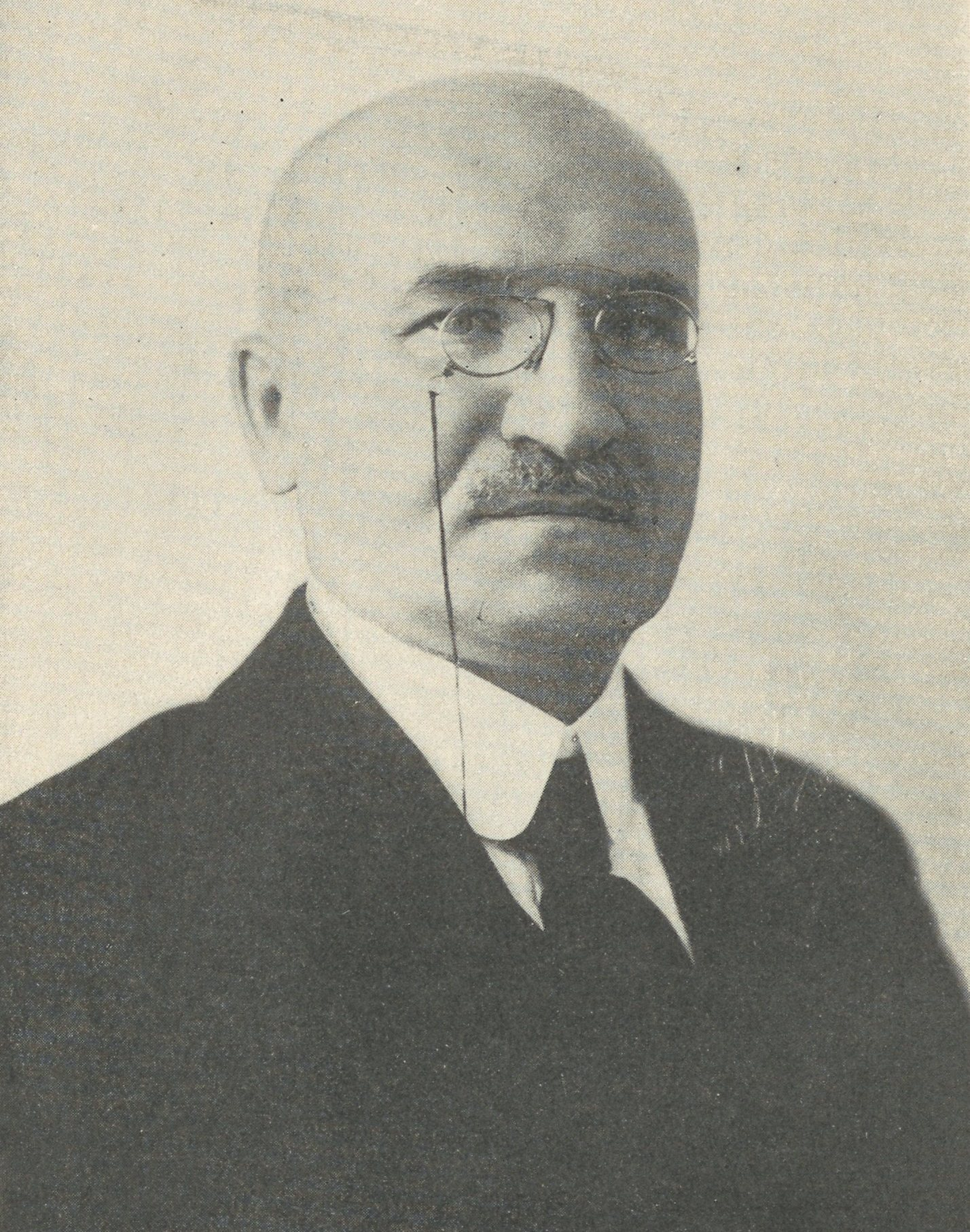
Andrzej Pszenicki (1924)

Andrzej Pawlowitsch Pszenicki (russisch Анджей Павлович Пшеницкий; * 29. Novemberjul. / 11. Dezember 1869greg. in Pabianitz, Gouvernement Petrokow; † 5. August 1941 in Warschau) war ein polnisch-russisch-polnischer Verkehrsingenieur, Brücken-Bauingenieur und Hochschullehrer.

## Leben
Pszenickis Vater Paweł Pszenicki war Besitzer eines kleinen Landguts. Pszenicki ging in Pabianitz und Petrikau zur Schule. Nach dem Gymnasiumsabschluss mit Goldmedaille 1887 studierte er in St. Petersburg ab 1888 an der Universität St. Petersburg in der Physikalisch-Mathematischen Fakultät (Abschluss 1894) und dann am Institut für Verkehrstechnik mit Abschluss 1898.
Darauf arbeitete Pszenicki in St. Petersburg im Departement für Stadtbrücken der Regierung und wurde Chefingenieur. Er war an der Projektierung und dem Bau von 11 Holzbrücken, 5 Steinbrücken und 27 Stahlbrücken (darunter 4 bewegliche Brücken und insbesondere die Troizki-Brücke) beteiligt.
Daneben lehrte Pszenicki am Institut für Verkehrstechnik ab 1901 als Assistent des Lehrstuhls für Brücken mit Ernennung zum Dozenten 1908 und Professor 1916.
Pszenicki nahm lebhaft am Gemeindeleben der katholischen Katharinenkirche teil. 1905 wurde er zum Syndikus der Gemeinde gewählt. Er wirkte an der Gründung von drei polnischen Schulen in St. Petersburg mit.
Mit Wjatscheslaw Behrs und Fjodor Sbroschek gestaltete Pszenicki 1901–1903 in St. Petersburg die Granit-Uferstraßen neu. Mit dem Architekten Lew Iljin baute Pszenicki 1906–1908 die Panteleimon-Brücke über die Fontanka in St. Petersburg. Nachdem Pszenicki 1908 den internationalen Ausschreibungswettbewerb für die Projektierung der St. Petersburger Palastbrücke gewonnen hatte, begann er 1912 mit Ottomar Maddison den Bau, der 1916 wegen des Ersten Weltkriegs noch ohne architektonische Schmuckelemente fertiggestellt wurde. Mit Nikolai Belelubsky hatte Pszenicki die Brücke über die Msta bei Borowitschi (1904) und die Brücken über die Wolga bei Kasan (1911–1913) und Simbirsk (1913–1916) projektiert.
Ab 1915 leitete Pszenicki den Lehrstuhl für Brücken des Polytechnischen Instituts für Frauen und ab 1916 einen Lehrstuhl des Instituts für Bauingenieure.
Nach der Oktoberrevolution wurde Pszenicki vom Rat des Instituts für Verkehrstechnik mit der Nikolai-Goldmedaille geehrt. Ende 1919 ging er nach Estland und baute während des Russischen Bürgerkriegs zerstörte Brücken wieder auf. Er projektierte eine Brücke über die Narva in Narva. Er lehrte am Lehrstuhl für Brücken des Polytechnischen Instituts Riga.
Nach dem Ende des Polnisch-Sowjetischen Kriegs 1921 ging Pszenicki nach Warschau. Ab April 1921 leitete er den Lehrstuhl für Brückenbau des Polytechnischen Instituts Warschau. 1923–1929 war er Dekan der Fakultät für Bauingenieurwesen und 1929–1932 Rektor des Polytechnischen Instituts. Auch hielt er eine Holzbrückenbau-Vorlesung an der Sappeur-Offiziersschule (ab 1936 Militäringenieur-College).
Neben der Lehrtätigkeit betrieb Pszenicki ein eigenes Konstruktionsbüro und entwickelte innovative Stahlkonstruktionen. Er baute 1926–1934 die Piłsudski-Brücke über die Weichsel in Krakau. 1932 war er an der Projektierung des Warschauer Hauptbahnhofs beteiligt. Nach seinem Projekt wurde 1936 die erste polnische geschweißte Eisenbahnbrücke über die Drewenz der Eisenbahnstrecke Thorn-Sierpc gebaut. 1938 wurde die Eisenbahnstraßenbrücke der Legionen Piłsudskis über die Weichsel bei Płock gebaut, die damals die längste polnische Brücke war.
Seit 1923 war Pszenicki Vollmitglied der Akademie der Technischen Wissenschaften in Warschau. Er war Berater der Ministerien für öffentliche Arbeiten und für Verkehr sowie der Firma К Rudzki & S-ка. Von 1934 bis zum Beginn des Deutsch-Polnischen Kriegs war er Vorsitzender der Polnischen Assoziation der Bauingenieure. Während der deutschen Besatzung war er im Sozialen Selbsthilfeausschuss der Hauptstadt Vorsitzender der Abteilung für Wiederaufbau und nach dessen Auflösung 1940 Vorsitzender der Abteilung für Wohnungsbau.
Pszenicki starb am 5. August 1941 in Warschau und wurde auf dem Powązki-Friedhof begraben.

## Ehrungen
- Kommandeurkreuz des Ordens Polonia Restituta[1]
- Kommandeurkreuz des Leopoldsordens[1]
- Ehrendoktor des Polytechnischen Instituts Warschau (1938)

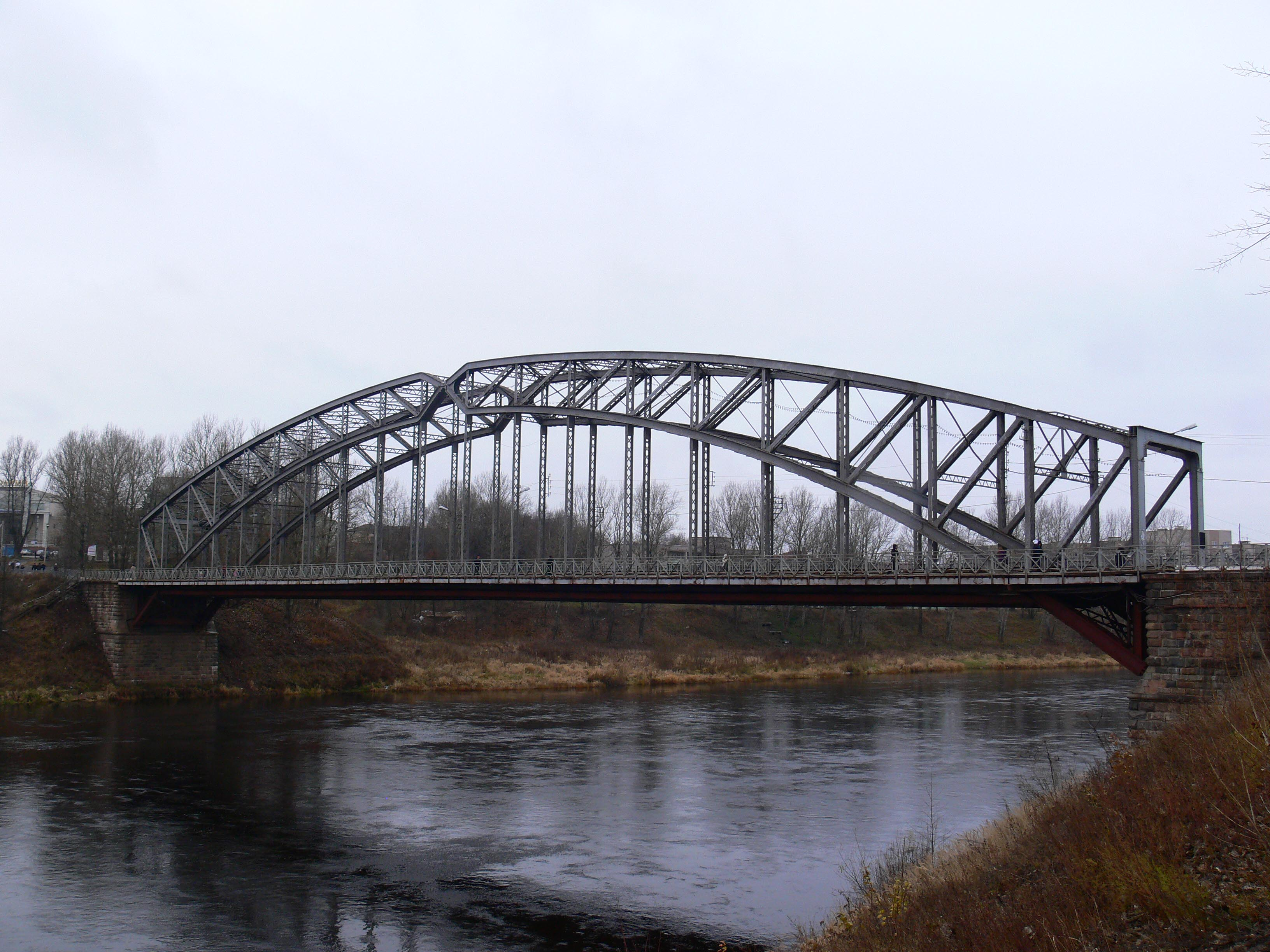
Msta-Brücke Borowitschi
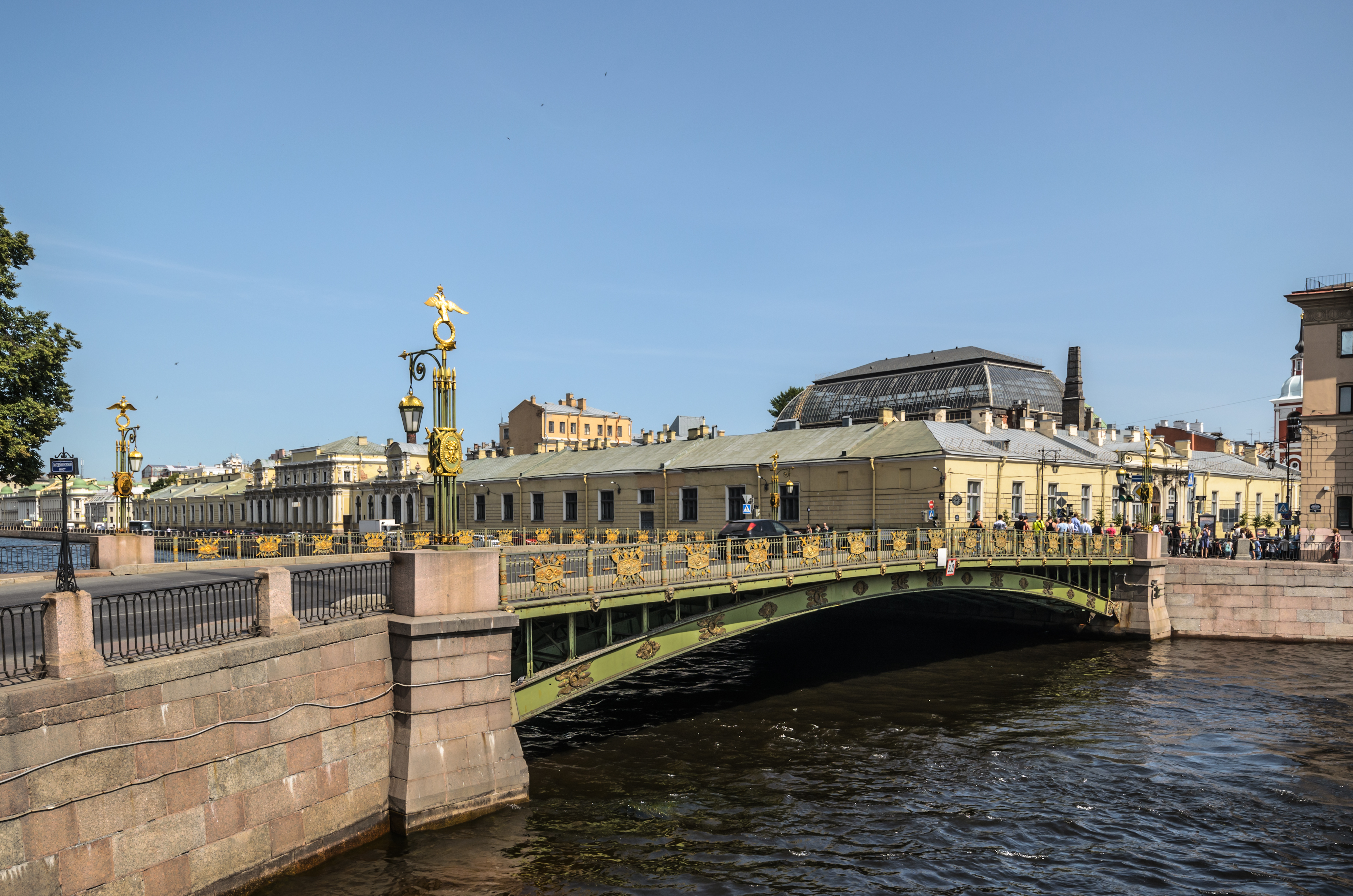
Panteleimon-Brücke St. Petersburg
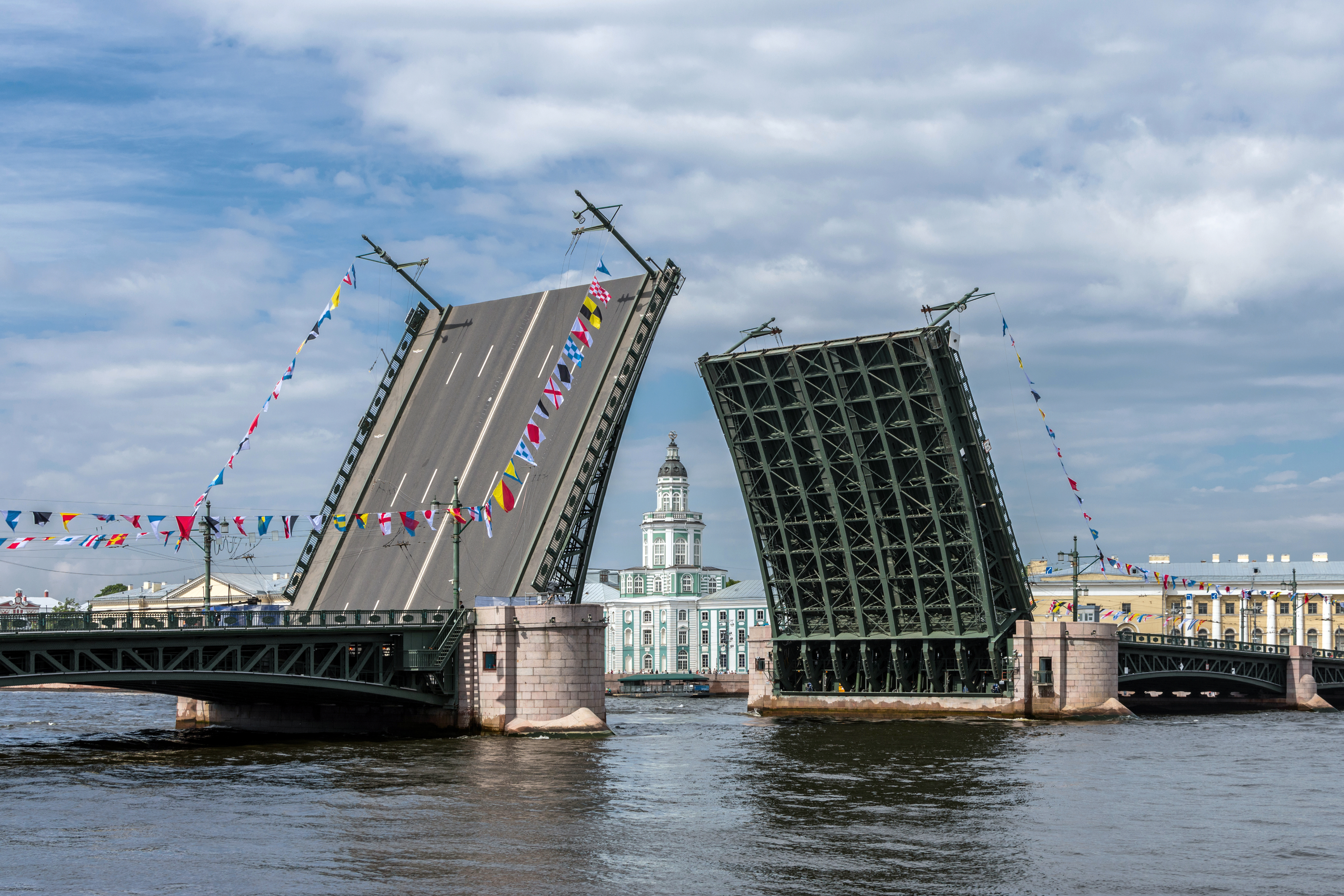
Palastbrücke St. Petersburg
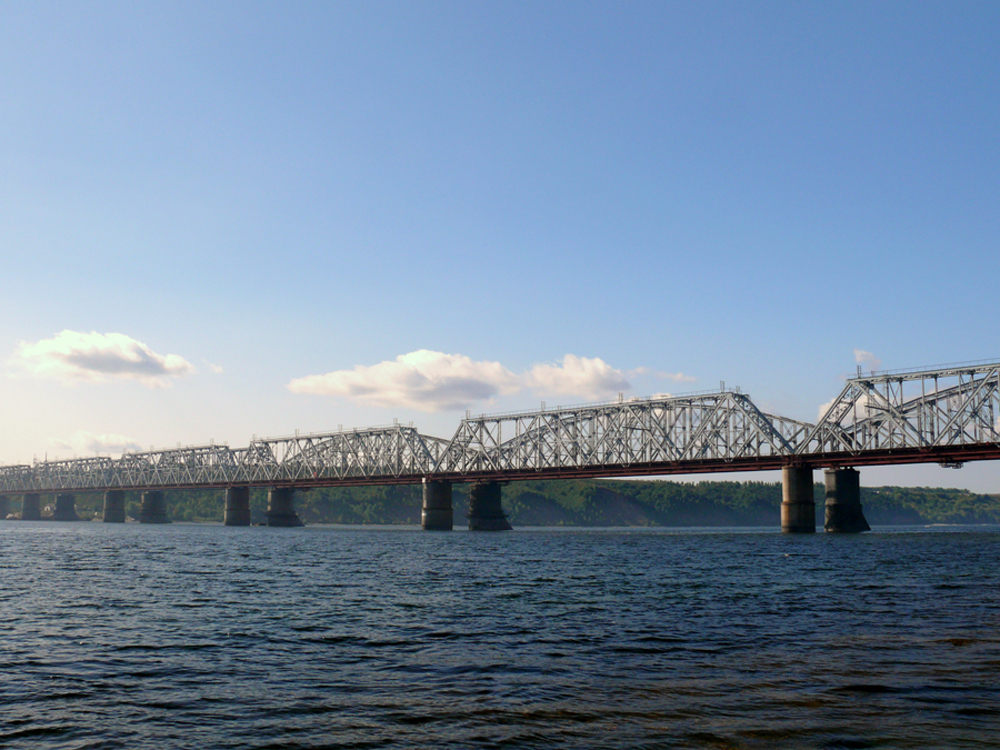
Wolga-Eisenbahnbrücke Kasan
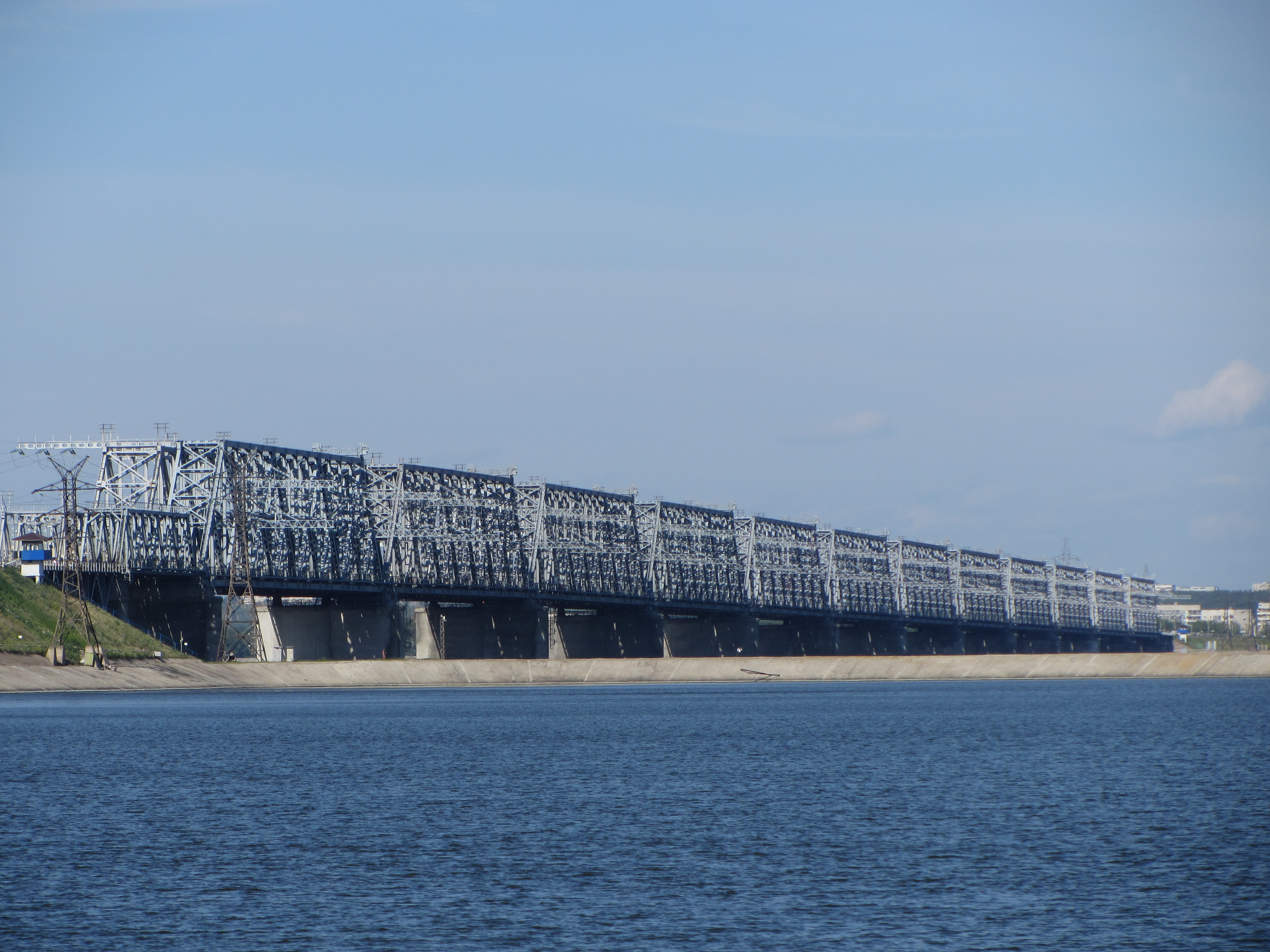
Wolga-Eisenbahnbrücke Simbirsk
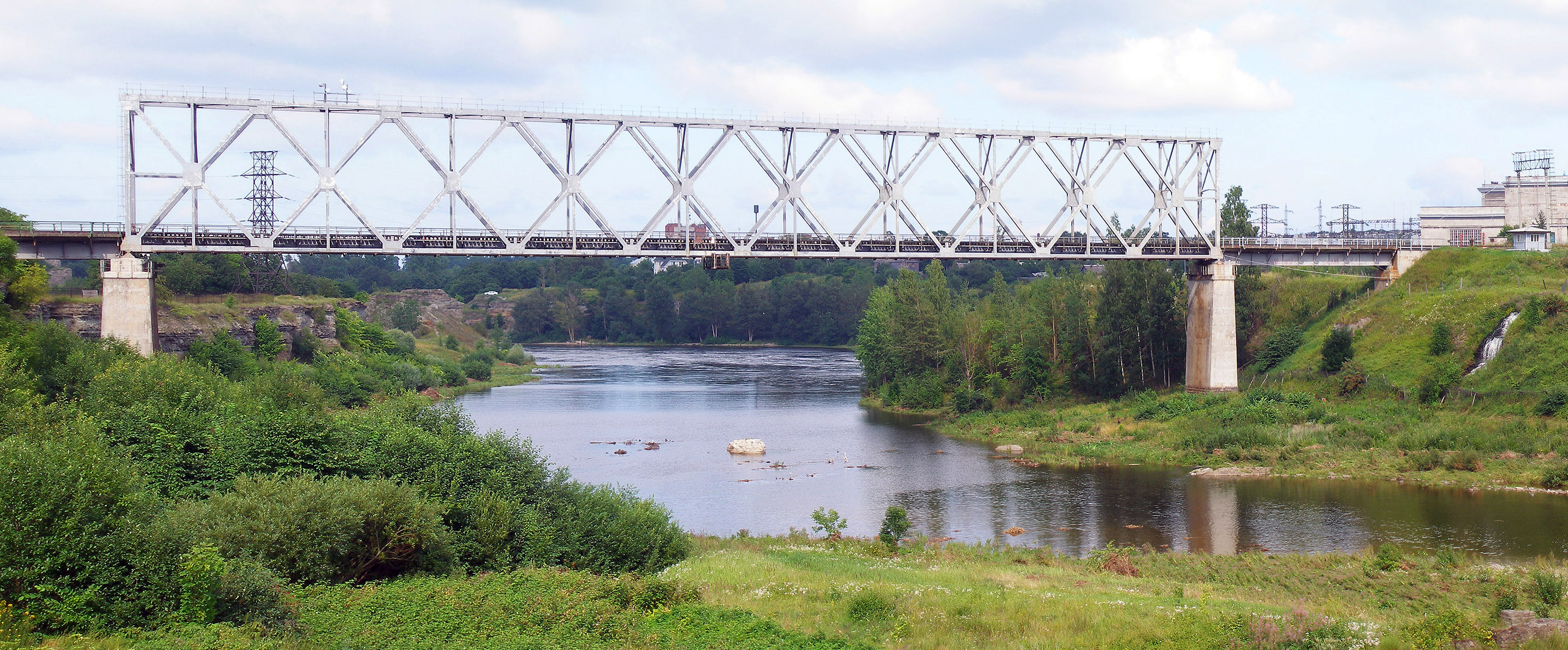
Narva-Eisenbahnbrücke Narva
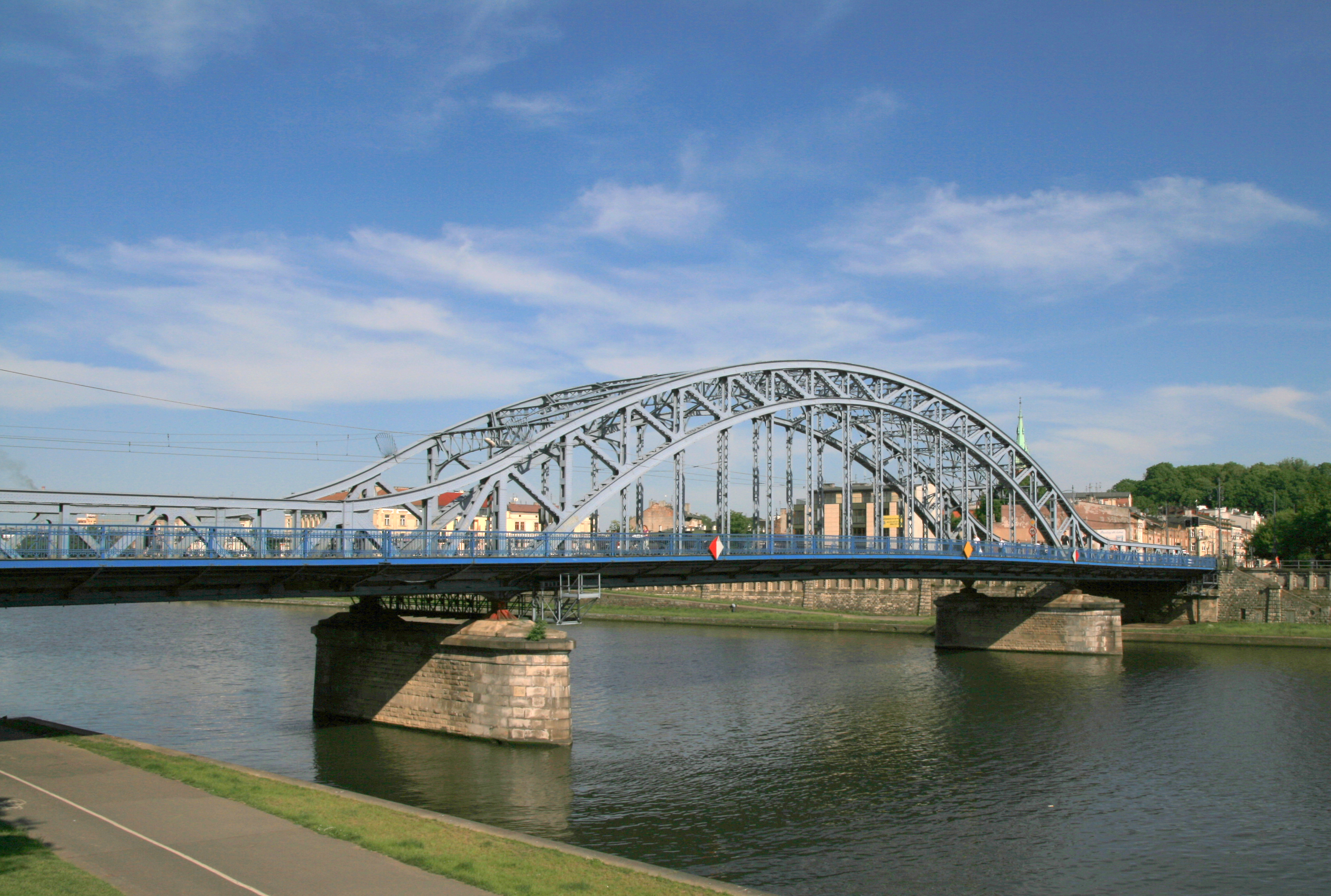
Piłsudski-Brücke Krakau
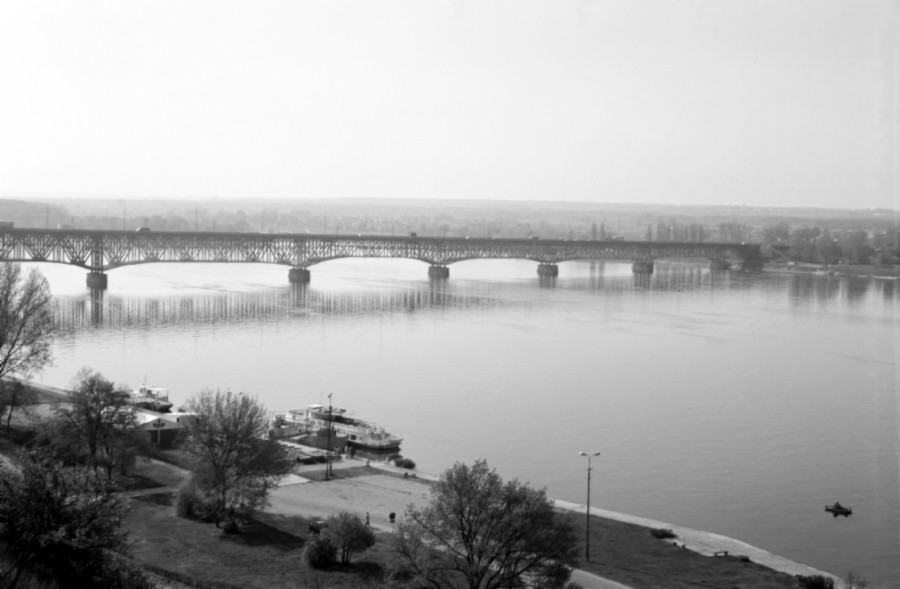
Brücke der Legionen Piłsudskis Płock